# Standard di razza
Lo standard di razza è la descrizione più o meno accurata di caratteristiche fisiche e comportamentali che un soggetto "ideale" di una determinata razza animale dovrebbe possedere, serve quindi come guida per gli allevatori per determinare quali tratti distintivi privilegiare nella selezione.

## Contenuto
Nello Standard viene descritto l'animale nel suo aspetto generale e nei dettagli delle singole parti anatomiche. Possono anche essere specificati l'andatura, il movimento o il tipo di sviluppo fisico (ad esempio nella selezione di una razza bovina da latte viene ricercata la produzione lattifera, mentre in una da carne la velocità di accrescimento e lo sviluppo muscolare).
Vengono elencate le possibili varianti (ad esempio i vari colori del pelo), le tolleranze ammesse (ad esempio altezze al garrese minima e massima), vengono elencati gli eventuali punti di particolare pregio da ricercare nei soggetti che andrebbero valorizzati per la selezione riproduttiva, e individuati i difetti inammissibili, che portano (o dovrebbero portare) all'esclusione dalla riproduzione, in modo da mantenere l'omogeneità morfologica della razza ed escludere mutazioni non desiderate che possono portare, ad esempio, a problemi di salute.
Spesso sono specificati anche i tratti caratteriali tipici di una determinata razza a seconda dello scopo originario o delle attività alle quali sarà dedicata e nelle quali verrà impiegata.

## Regolamentazione
Lo Standard viene solitamente redatto dalle istituzioni che tutelano una razza nel suo paese d'origine (Società di Razza) e sottoposto all'approvazione dell'ente nazionale (ad esempio l'ENCI in Italia per quanto riguarda i cani), e internazionale (FCI sempre come esempio in cinofilia). Non si tratto quindi di un documento di carattere puramente scientifico, spesso al suo interno si può trovare l'origine della razza e\o la storia della sua selezione o lo scopo per la quale è nata.
L'accettazione dello Standard da parte di questi Enti è uno dei passi fondamentali per l'ottenimento dello status di Razza riconosciuta.